# ИД (филм)
И. Д. (енгл. I.D.) је британски филм из 1994. године, снимљен у продукцији Би-Би-Сија и режији Филипа Дејвиса. Филм се бави насиљем међу навијачима.

## Радња
Радња филма је смештена у Лондон 80-их година 20. века. Четири полицајца добијају задатак да се инфилтрирају у локалну навијачку групу, која је повезана са криминалом и изазивањем нереда на утакмицама. Овај задатак убрзо почиње да превише психолошки утиче на њих, тако да и сами почињу да се поистовећују са навијачима. Џон један од четворице полицајаца, се толико променио да долази до распада његовог брака и проблема на послу, тако да одлучује да напусти посао да би могао да се придружи навијачкој групи. Филм се завршава тако што након неког времена полицајац Тревор среће свог некадашњег колегу Џона како маршира са неонацистима.